# Boriavi
Boriavi là một thành phố và khu đô thị của quận Anand thuộc bang Gujarat, Ấn Độ.

## Nhân khẩu
Theo điều tra dân số năm 2001 của Ấn Độ, Boriavi có dân số 17.861 người. Phái nam chiếm 52% tổng số dân và phái nữ chiếm 48%. Boriavi có tỷ lệ 66% biết đọc biết viết, cao hơn tỷ lệ trung bình toàn quốc là 59,5%: tỷ lệ cho phái nam là 77%, và tỷ lệ cho phái nữ là 55%. Tại Boriavi, 13% dân số nhỏ hơn 6 tuổi.